# Brassocatanthe
× Brassocatanthe, (abreviado Bct) en el comercio, es un híbrido intergenérico entre los géneros de orquídeas Brassavola × Cattleya × Guarianthea. Fue publicado en Orchid Rev. 112(1258, Suppl.): 63 (2004), contrary to Art. 34.1b ICBN (2000).